# Lądowisko Wałbrzych
Lądowisko Wałbrzych – lądowisko sanitarne w Wałbrzychu, w województwie dolnośląskim, położone przy ul. Sokołowskiego 4. Przeznaczone jest do wykonywania startów i lądowań śmigłowców sanitarnych i ratowniczych w dzień i w nocy o dopuszczalnej masie startowej do 5700 kg.
Zarządzającym lądowiskiem jest Specjalistyczny Szpital im. dr Alfreda Sokołowskiego w Wałbrzychu. W roku 2010 zostało wpisane do ewidencji lądowisk Urzędu Lotnictwa Cywilnego pod numerem 53
Wybudowanie lądowiska wraz z drogami dojazdowymi kosztowało szpital blisko 3,5 mln zł.